# Lopon Tsechu
Lopon Tsechu Rinpoche (1918, Bhutan – 10 de juny de 2003) va ser un gran mestre del budisme tibetà àmpliament reconegut a l'Himàlaia, amb molts estudiants a Orient i Occident.
Des de nen va ser ordenat com a monjo al monestir Phunaka Dzong (a Bhutan). Es va entrenar amb importants mestres de les principals escoles del budisme tibetà, especialment la Drukpa Kagyu i la Karma Kagyu. Després de trobar-se amb 16to Gyalwa Karmapa al Bhutan el 1944, Lopon Tsechu Rinpoche va esdevenir un dels seus estudiants més propers i va rebre de la transmissió del llinatge Karma Kagyu. La seva relació va ser tan propera que el Karmapa 16 una vegada va dir: "Si jo sóc el Buda, Lopon Tsechu és el meu Ananda".
Des del seu centre a Katmandú (Nepal) i després de l'ocupació del Tibet per Xina, Lopon Tsechu va ser una figura clau a nodrir el desenvolupament del budisme a Nepal. Va exercir influència a través de les diverses comunitats budistes al Nepal i va ser respectat com un gran lama i com un hàbil polític.
Lopon Tsechu va ser el primer mestre de Lama Ole Nydahl, un dels més prolífics mestres budistes occidentals, i va ser la major influència per al treball de Lama Ole d'establir a Occident el "Budisme del Camí del Diamant".
Per invitació d'Ole Nydahl, Rinpoche va visitar per primera vegada Occident el 1988 per donar ensenyaments i transmissions a diversos estudiants.